# 3912 Troja
3912 Troja è un asteroide della fascia principale. Scoperto nel 1988, presenta un'orbita caratterizzata da un semiasse maggiore pari a 2,3753046 UA e da un'eccentricità di 0,0325317, inclinata di 2,40338° rispetto all'eclittica.